# 賓岑 (阿爾高州)

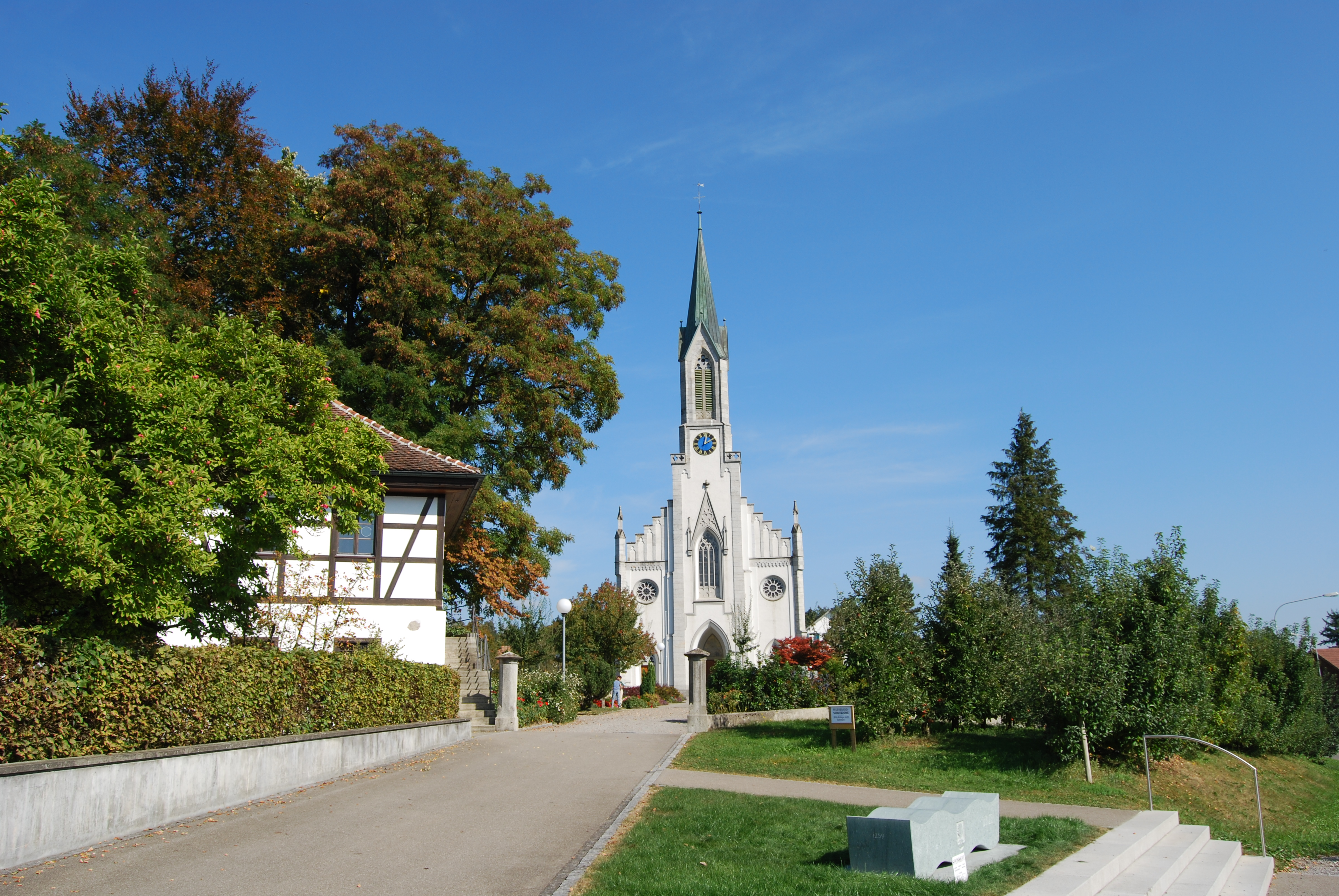

賓岑是瑞士的城鎮，位於該國北部，由阿爾高州負責管轄，面積5.77平方公里，海拔高度441米，2012年人口1,034，六成半人口信奉羅馬天主教，人口密度每平方公里179人。